# 新华通讯社达卡分社
新华通讯社达卡分社，简称新华社达卡分社，是新华通讯社在孟加拉国的派驻机构，负责向新华社总社提供孟加拉国周边的实时文字新闻、经济信息、新闻图片图表信息，并以多种语言采写对外报道，向其他通讯社供稿。
新华通讯社达卡分社是新华社全球新闻信息采编网的重要部分，隶属新华社通讯社亚太总分社管理。二十世纪五六十年代，新华社根据中共中央要求加强了世界性通讯社建设。在这一背景下，新华社达卡分社在孟加拉国成立。派驻当地的首批记者来自于中国国内涉外部门、新闻单位和地方机关选派的干部，以加强新华社在孟加拉国的新闻报道和对外宣传工作。1983年1月，新华社向中共中央提交了《关于新华社现代化建设几个紧迫问题的请示报告》，提出要逐步建成现代化的世界性通讯社。因此，新华社进一步将国际新闻的采集和发布作为工作重心，并调整和充实了新华社达卡分社。1990年代末，新华社开始加强分社技术装备的配发工作，提高了新闻采集和编发的时效，提高了通信技术水平。
近年来，新华社达卡分社作为中国在孟加拉国的主要新闻驻点机构，报道了2017年罗兴亚难民危机等许多当地的重大新闻，也对中孟友好交流和经贸联络的相关消息加以报道。